# Thierry Gathuessi
Thierry Gathuessi (* 17. April 1982 in Bafoussam, Kamerun) ist ein ehemaliger kamerunischer Fußballspieler.
Zwischen 2001 und 2005 spielte der rechte Außenmittelfeldspieler bei HSC Montpellier. Im Jahr 2005 erfolgte der Wechsel zu AS Cannes, wo er ein Jahr blieb und dann zu FC Sète in die dritte französische Liga wechselte. Im Jahr 2007 wurde er vom schottischen Erstligisten Hibernian Edinburgh verpflichtet. Sein erstes Tor für die Hibs schoss der Kameruner beim 3:2-Sieg über den Topclub Celtic Glasgow. Im Sommer 2009 wurde sein Vertrag nicht verlängert und war ein halbes Jahr ohne Klub, ehe er bei den Raith Rovers anheuerte. Im Jahr 2010 ging er nach Indonesien, wo er bis zu seinem Karriereende Ende 2016 spielte und einmal die Meisterschaft gewinnen konnte.
Im Jahr 2004 absolvierte Gathuessi sein einziges Länderspiel für Kamerun.
Wegen seines aggressiven Spielstils wird Gathuessi von Hibernian-Fans in Anlehnung an den Comic-Charakter Hong Kong Pfui oft Hong Kong Thierry genannt.